# Dino Bravo
Adolfo Bresciano (Campobasso, 6 agosto 1948 – Laval, 10 marzo 1993) è stato un wrestler italiano naturalizzato canadese, noto per aver militato nella World Wrestling Federation con il nome di Dino Bravo.

## Carriera
Bresciano iniziò a combattere nel 1970, insieme a Dominic DeNucci e insieme costituivano i "Fratelli Bravo". Allenato da Gino Brito, vinse molti titoli di coppia nelle federazioni indipendenti.
Bravo passò alla Jim Crockett Promotions vincendo l'NWA World Tag Team Championship con Woods, battendo Gene e Ole Anderson contro i quali persero anche i titoli. Bravo riuscì a sconfiggere anche Blackjack Mulligan, l'allora detentore dell'NWA United States Championship ma quando la cintura venne messa in palio, Bravo venne sconfitto.
Sul finire degli anni settanta, Bravo combatté nel territorio di Montréal e nel dicembre del 1978, vinse il Canadian Heavyweight Title sconfiggendo Gene Kiniski.

### World Wrestling Federation
Con Dominic DeNucci, Bravo vinse i WWF World Tag Team Championship nel marzo del 1978 sconfiggendo Mr. Fuji e Professor Tanaka. Persero le cinture tre mesi dopo contro Gli Yukon Lumberjacks.
A inizio del 1980, Bravo e Haku formarono un tag team che non riuscì, tuttavia, a vincere i titoli di coppia. Bravo lasciò la WWF per un anno e tornò a Montréal ma fece ritorno un anno dopo alleandosi con Greg Valentine e Brutus Beefcake. A Wrestlemania III, Beefcake venne cacciato dal gruppo e Valentine lo rimpiazzò proprio con Dino Bravo. Bravo ricominciò poi la carriera da singolo con la gimmick dell'uomo più forte al mondo. Alla Royal Rumble 1988, Bravo stabilì il nuovo record del mondo di sollevamento pesi su panca piana (325 kg al tempo). Successivamente ebbe dei feud con Don Muraco, Ken Patera, Ron Garvin e Jim Duggan. Nel marzo del 1988 partecipò al torneo per decretare il nuovo WWF Champion ma venne eliminato al primo turno da Don Muraco. Il torneo alla fine fu vinto da Randy Savage che sconfisse in finale Ted DiBiase, dopo che Hulk Hogan e André The Giant erano stati entrambi squalificati nella semifinale. Alla Royal Rumble 1989, Bravo insieme ai Rougeau Brothers venne sconfitto in un 3 on 3 Two Out Of Three Falls match contro Jim Duggan, Bret Hart e Jim Neidhart. A Wrestlemania V, Bravo sconfisse Ronnie Garvin. Bravo entrò poi nella stable di Jimmy Hart insieme a Earthquake. Il team ebbe un feud con Hulk Hogan e Ultimate Warrior. Dopo la sua sconfitta a Wrestlemania VII per mano di Kerry Von Erich, Bravo cominciò lentamente a sparire dai teleschermi della WWF, fino a lasciarla del tutto all'inizio del 1992. Dopo il suo ritiro, allenò alcuni wrestler a Montréal.

## Morte
Il 10 marzo 1993, Bresciano fu trovato morto nel suo appartamento a Laval, in Quebec. Aveva 44 anni. Il cadavere aveva subito diciassette colpi d'arma da fuoco, sette in testa e dieci al torso. Non è mai stata fatta chiarezza sul suo omicidio, ma secondo il wrestler Rick Martel, Bresciano era implicato da diverso tempo nel contrabbando di sigarette tra gli Stati Uniti ed il Canada ed aveva rapporti con la mafia.
Alcuni suoi amici hanno dichiarato che pochi giorni prima della sua morte, Bresciano aveva detto loro che aveva i giorni contati e che sarebbe morto di lì a poco. I resti di Bresciano sono conservati nel mausoleo di Notre-Dame-des-Neiges, cimitero di Montréal. Bresciano aveva anche una moglie di nome Diane Rivest e alcuni figli.
Il caso dell'omicidio di Bravo è stato oggetto di una puntata della docu-serie Dark Side of the Ring nel 2020.

## Personaggio

### Mosse finali
- Airplane spin
- Sidewalk slam

### Manager
- Johnny Valiant
- Frenchy Martin
- Jimmy Hart

## Titoli e riconoscimenti
- Grand Prix Wrestling (Montreal)
  - Grand Prix Tag Team Championship (2) - con Gino Brito[1]
- Lutte Internationale
  - Canadian International Heavyweight Championship (6)[2]
  - Canadian International Tag Team Championship (1) – con Tony Parisi
- Maple Leaf Wrestling
  - NWA Canadian Heavyweight Championship (Toronto version) (2)
- Mid-Atlantic Championship Wrestling
  - NWA Mid-Atlantic Tag Team Championship (3) – con Mr. Wrestling (1), Tiger Conway Jr. (1) e Ricky Steamboat (1)
  - NWA World Tag Team Championship (Mid-Atlantic version) (1) – con Mr. Wrestling
- NWA Hollywood Wrestling
  - NWA Americas Heavyweight Championship (1)
  - NWA Americas Tag Team Championship (1) – con Victor Rivera
- Pro Wrestling Illustrated
  - 47º tra i 500 migliori wrestler singoli nella PWI 500 (1991)
  - 179º tra i 500 migliori wrestler singoli nei PWI Years (2003)
  - Most Improved Wrestler of the Year (1978)
- World Wrestling Federation
  - WWF Canadian Championship (1) Primo e unico Campione
  - WWF World Tag Team Championship (1 - con Dominic DeNucci)